# Bugnicourt
Bugnicourt est une commune française, située dans le département du Nord en région Hauts-de-France.

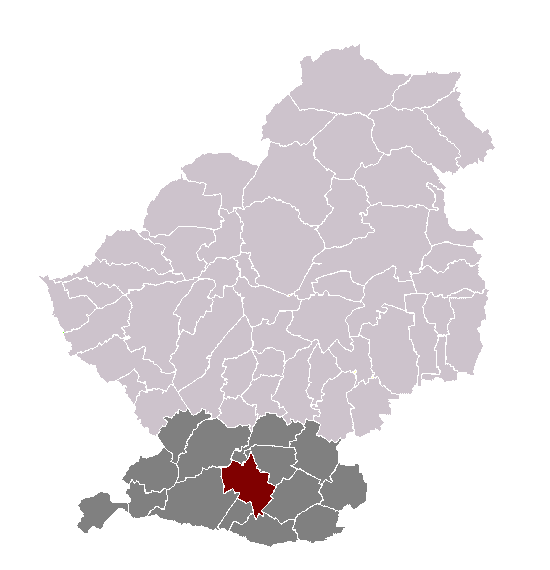
Bugnicourt dans son canton et son arrondissement

## Géographie
Le village de Bugnicourt se situe entre les villes de Cambrai et de Douai, sur la route départementale 643 (ancienne RN43).

### Communes limitrophes
| Cantin    | Erchin         | Villers-au-Tertre |
| Arleux    | Bugnicourt     |                   |
| Brunémont | Aubigny-au-Bac | Fressain          |

### Hydrographie
La commune est située dans le bassin Artois-Picardie. Elle n'est drainée par aucun cours d'eau,.

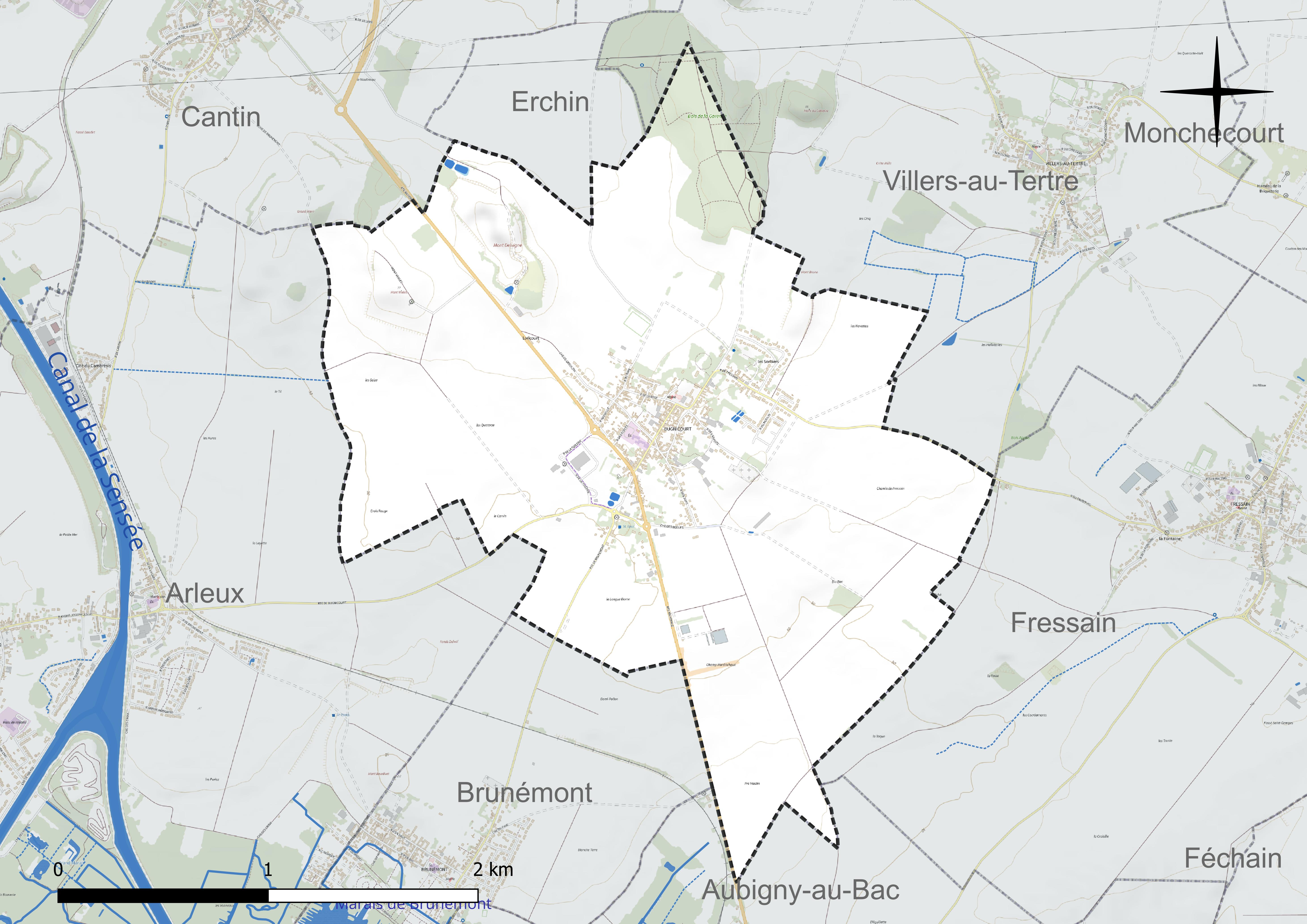
Réseau hydrographique de Bugnicourt.

### Climat
Pour des articles plus généraux, voir Climat des Hauts-de-France et Climat du Nord.
En 2010, le climat de la commune est de type climat océanique dégradé des plaines du Centre et du Nord, selon une étude du CNRS s'appuyant sur une série de données couvrant la période 1971-2000. En 2020, Météo-France publie une typologie des climats de la France métropolitaine dans laquelle la commune est exposée à un climat océanique et est dans la région climatique  Nord-est du bassin Parisien, caractérisée par un ensoleillement médiocre, une pluviométrie moyenne régulièrement répartie au cours de l'année et un hiver froid (3 °C). 
Pour la période 1971-2000, la température annuelle moyenne est de 10,4 °C, avec une amplitude thermique annuelle de 14,7 °C. Le cumul annuel moyen de précipitations est de 707 mm, avec 11,6 jours de précipitations en janvier et 9,1 jours en juillet. Pour la période 1991-2020, la température moyenne annuelle observée sur la station météorologique la plus proche, située sur la commune de Douai à 10 km à vol d'oiseau, est de 11,0 °C et le cumul annuel moyen de précipitations est de 729,2 mm,. Pour l'avenir, les paramètres climatiques de la commune estimés pour 2050 selon différents scénarios d'émission de gaz à effet de serre sont consultables sur un site dédié publié par Météo-France en novembre 2022.

## Urbanisme

### Typologie
Au 1er janvier 2024, Bugnicourt est catégorisée bourg rural, selon la nouvelle grille communale de densité à sept niveaux définie par l'Insee en 2022.
Elle est située hors unité urbaine. Par ailleurs la commune fait partie de l'aire d'attraction de Douai, dont elle est une commune de la couronne,. Cette aire, qui regroupe 61 communes, est catégorisée dans les aires de 50 000 à moins de 200 000 habitants,.

### Occupation des sols
L'occupation des sols de la commune, telle qu'elle ressort de la base de données européenne d'occupation biophysique des sols Corine Land Cover (CLC), est marquée par l'importance des territoires agricoles (84,8 % en 2018), en augmentation par rapport à 1990 (82,8 %). La répartition détaillée en 2018 est la suivante : 
terres arables (84,8 %), zones urbanisées (11 %), forêts (4,2 %). L'évolution de l'occupation des sols de la commune et de ses infrastructures peut être observée sur les différentes représentations cartographiques du territoire : la carte de Cassini (XVIIIe siècle), la carte d'état-major (1820-1866) et les cartes ou photos aériennes de l'IGN pour la période actuelle (1950 à aujourd'hui).

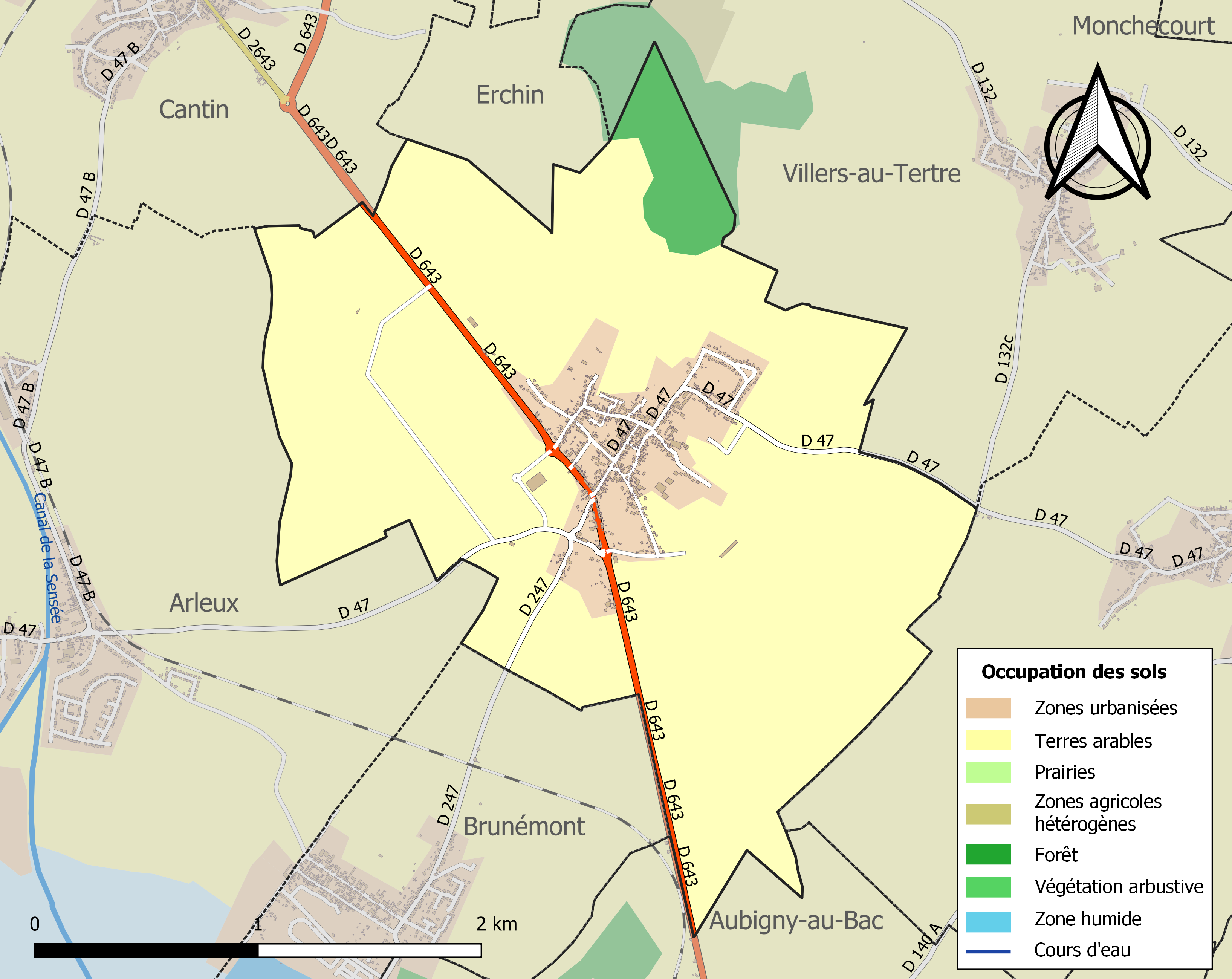
Carte des infrastructures et de l'occupation des sols de la commune en 2018 (CLC).

### Voies de communication et transports
Bugnicourt est desservie par les lignes 19, 20 et 119 du réseau Évéole.

## Histoire
La découverte de vases en terre cuite et d'une patère romaine en bronze ornée d'une tête de bélier permet de confirmer que le village est occupé dès l'époque gallo-romaine.
En 1142, le village est désigné sous le nom de Busnicurt, puis sous celui de Buignicort.
Au XIIIe siècle, la famille d'Auberchicourt, qui possède le fief du même nom se divise en deux grandes branches : l'une garde Auberchicourt, l'autre s'installe à Bugnicourt. Ils possèdent également Estaimbourg, Bernissart.
Le seigneur Eustache d'Abrichecourt accueille la reine Isabelle de France en son château en 1326. Il deviendra plus tard son premier conseiller et nommé chevalier de la Jarretière.
Les deux rameaux gardent leur fief de base jusqu'en 1370, date à laquelle tant Auberchicourt que Bugnicourt passent à la maison de Lalaing,. Ils demeurent néanmoins chevaliers, seigneurs d'Estaimbourg et de Bernissart en 1389.
La branche de Bugnicourt va donner naissance aux personnages les plus notables de la famille d'Auberchicourt : Sanchet D'Abrichecourt, Eustache D'Abrichecourt, Jean d'Auberchicourt, considérés par la commission historique du département du Nord comme les personnages les plus marquants de toute l"histoire de Bugnicourt.

### XXIesiècle
Une centrale solaire photovoltaïque doit entrer en fonctionnement dans les années 2020 sur le site d'une ancienne décharge.

## Héraldique
|  | Les armes de Bugnicourt se blasonnent ainsi :"D'hermines à la croix de gueules chargée de cinq roses d'or." |

Après avoir appartenu à la maison d'Auberchicourt, cette seigneurie passa, vers 1370, dans la maison de Lalaing, puis, en 1557, dans celle de Ste-Aldegonde-Noircarmes. Ce sont les armes de cette famille qui sont données, qui sont sculptées au-dessus du portail de l'église, avec la date de 1564. En 1789, le seigneur du Bugnicourt était le marquis de Traisnel, de la maison d'Harville des Ursins.

## Politique et administration

### Tendances politiques et résultats
Christian Dordain devient maire à la suite des élections municipales de mars 2008. Il est entré au conseil municipal comme simple conseiller en mars 1983 et est devenu adjoint en juin 1995.
Lors du premier tour des élections municipales le 15 mars 2020, quinze sièges sont à pourvoir ; on dénombre 827 inscrits, dont 327 votants (39,54 %), 10 votes blancs (3,06 %) et 252 suffrages exprimés (77,06 %). La liste Ensemble pour l'avenir de Bugnicourt menée par le maire sortant Christian Dordain recueille l'intégralité des suffrages exprimés, étant la seule à se présenter,. Celui-ci devient maire le 23 mai 2020 pour un troisième mandat.

### Liste des maires

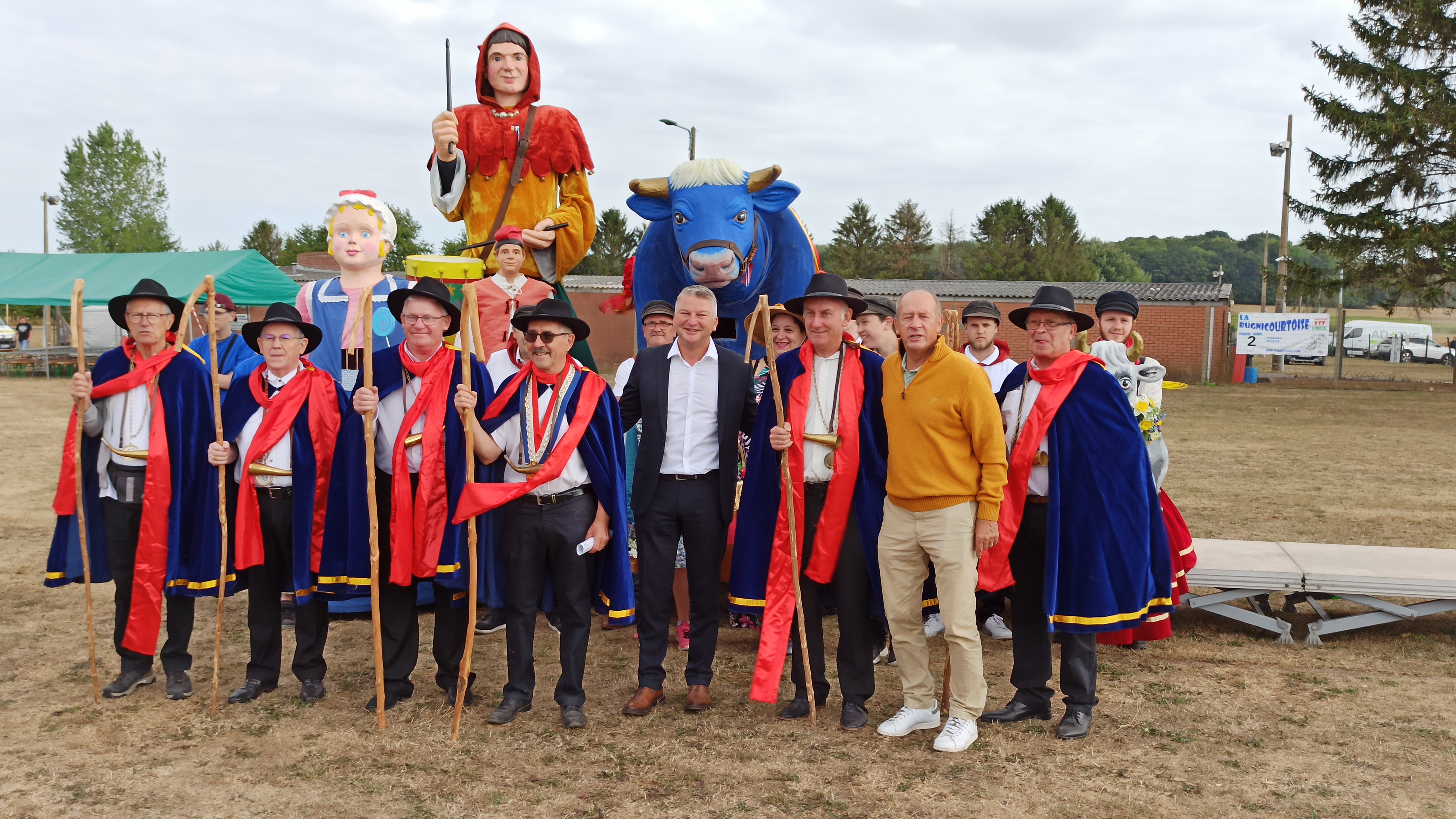
Lors de la fête du Bœuf du 28 aout 2022, la confrérie des amis de Bugnus avec, au centre, Christian Dordain, maire, le sénateur Dany Wattebled

Maire de 1802 à 1807 : L. Peugniez,.
Maire en 1808 : Quenesson.

Maire en 1881 : Mailliet.
| Identité                                        | Période   | Période        | Durée  | Étiquette     |
| Identité                                        | Début     | Fin            | Durée  | Étiquette     |
| ----------------------------------------------- | --------- | -------------- | ------ | ------------- |
| Louis Prosper Mailliet (d)                      |           | IIe millénaire |        |               |
| Louis Joseph Mailliet (d)                       |           | IIe millénaire |        |               |
| Jules Joseph Mailliet (d)                       |           | IIe millénaire |        |               |
| Victor Delbée (d)                               | mars 1983 | mars 1989      | 6 ans  |               |
| Henri Mascaux (d)                               | mars 1989 | mars 2008      | 19 ans | divers droite |
| Christian Dordain (d), (né le 27 novembre 1952) | mars 2008 | En cours       | 17 ans | indépendant   |

## Population et société

### Démographie

#### Évolution démographique
L'évolution du nombre d'habitants est connue à travers les recensements de la population effectués dans la commune depuis 1793. Pour les communes de moins de 10 000 habitants, une enquête de recensement portant sur toute la population est réalisée tous les cinq ans, les populations de référence des années intermédiaires étant quant à elles estimées par interpolation ou extrapolation. Pour la commune, le premier recensement exhaustif entrant dans le cadre du nouveau dispositif a été réalisé en 2007.

En 2022, la commune comptait 1 084 habitants, en évolution de +9,16 % par rapport à 2016 (Nord : +0,51 %, France hors Mayotte : +2,11 %).
| 1793 | 1800 | 1806 | 1821 | 1831 | 1836 | 1841 | 1846 | 1851 |
| ---- | ---- | ---- | ---- | ---- | ---- | ---- | ---- | ---- |
| 440  | 474  | 545  | 662  | 720  | 729  | 760  | 833  | 770  |

| 1856 | 1861 | 1866 | 1872 | 1876 | 1881 | 1886 | 1891 | 1896 |
| ---- | ---- | ---- | ---- | ---- | ---- | ---- | ---- | ---- |
| 743  | 778  | 771  | 792  | 785  | 769  | 787  | 741  | 685  |

| 1901 | 1906 | 1911 | 1921 | 1926 | 1931 | 1936 | 1946 | 1954 |
| ---- | ---- | ---- | ---- | ---- | ---- | ---- | ---- | ---- |
| 729  | 774  | 761  | 711  | 757  | 760  | 755  | 773  | 785  |

| 1962 | 1968 | 1975 | 1982 | 1990 | 1999 | 2006 | 2007 | 2012 |
| ---- | ---- | ---- | ---- | ---- | ---- | ---- | ---- | ---- |
| 786  | 811  | 765  | 928  | 934  | 870  | 904  | 908  | 931  |

| 2017  | 2022  | - | - | - | - | - | - | - |
| ----- | ----- | - | - | - | - | - | - | - |
| 1 030 | 1 084 | - | - | - | - | - | - | - |

#### Pyramide des âges
La population de la commune est relativement jeune.
En 2018, le taux de personnes d'un âge inférieur à 30 ans s'élève à 34,2 %, soit en dessous de la moyenne départementale (39,5 %). À l'inverse, le taux de personnes d'âge supérieur à 60 ans est de 25,6 % la même année, alors qu'il est de 22,5 % au niveau départemental.
En 2018, la commune comptait 540 hommes pour 502 femmes, soit un taux de 51,82 % d'hommes, largement supérieur au taux départemental (48,23 %).
Les pyramides des âges de la commune et du département s'établissent comme suit.
| Hommes | Classe d’âge | Femmes |
| ------ | ------------ | ------ |
| 0,6    | 90 ou +      | 1,2    |
| 4,9    | 75-89 ans    | 9,4    |
| 17,4   | 60-74 ans    | 18,1   |
| 19,9   | 45-59 ans    | 22,2   |
| 19,7   | 30-44 ans    | 18,7   |
| 16,8   | 15-29 ans    | 13,7   |
| 20,8   | 0-14 ans     | 16,8   |

| Hommes | Classe d’âge | Femmes |
| ------ | ------------ | ------ |
| 0,5    | 90 ou +      | 1,4    |
| 5,3    | 75-89 ans    | 8,1    |
| 14,8   | 60-74 ans    | 16,2   |
| 19,1   | 45-59 ans    | 18,4   |
| 19,5   | 30-44 ans    | 18,7   |
| 20,7   | 15-29 ans    | 19,1   |
| 20,2   | 0-14 ans     | 18     |

## Personnalités
- Sanchet D'Abrichecourt (mort en 1349), un des premiers chevaliers de l'ordre de la Jarretière en 1348.
- Jacques de Lalaing (1421-1453) seigneur de Bugnicourt[36].

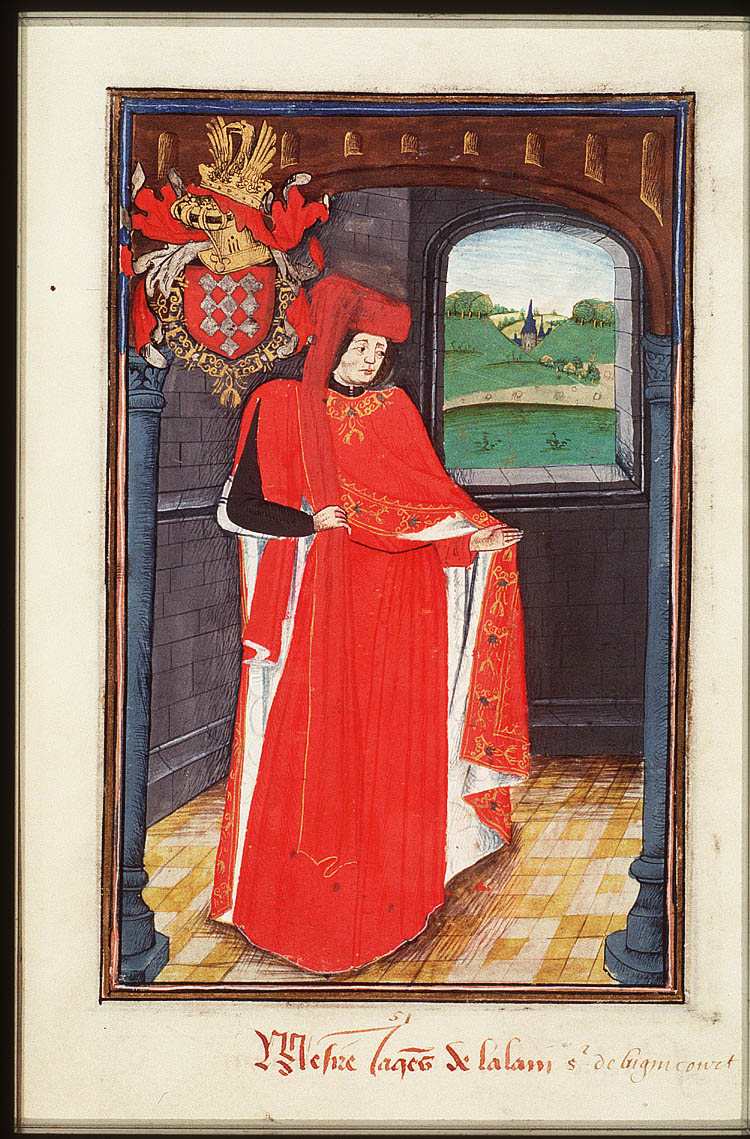
Jacques de Lalaing (1421-1453)

## Folklore et tradition

### Fête et ducasse
- La fête municipale est la fête du Bœuf, qui a lieu le dernier dimanche d'août.
- La ducasse de la Saint-Ghislain se tient le deuxième dimanche d'octobre.

### Géants

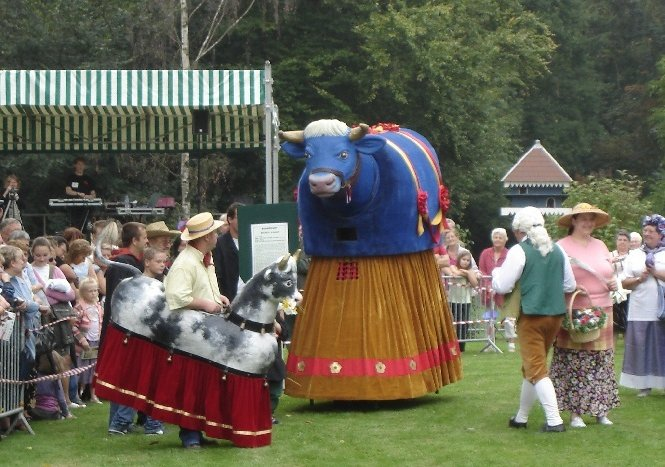
Bugnus et tio beu.

Bugnicourt a pour géants Bugnus et Tio Beu.

## Lieux et monuments
- L'église Saint-Pierre-Saint-Paul, détruite pendant la Première Guerre mondiale et reconstruite en 1924.
- La chapelle du Dieu de Pitié date de 1878.
- Le château.

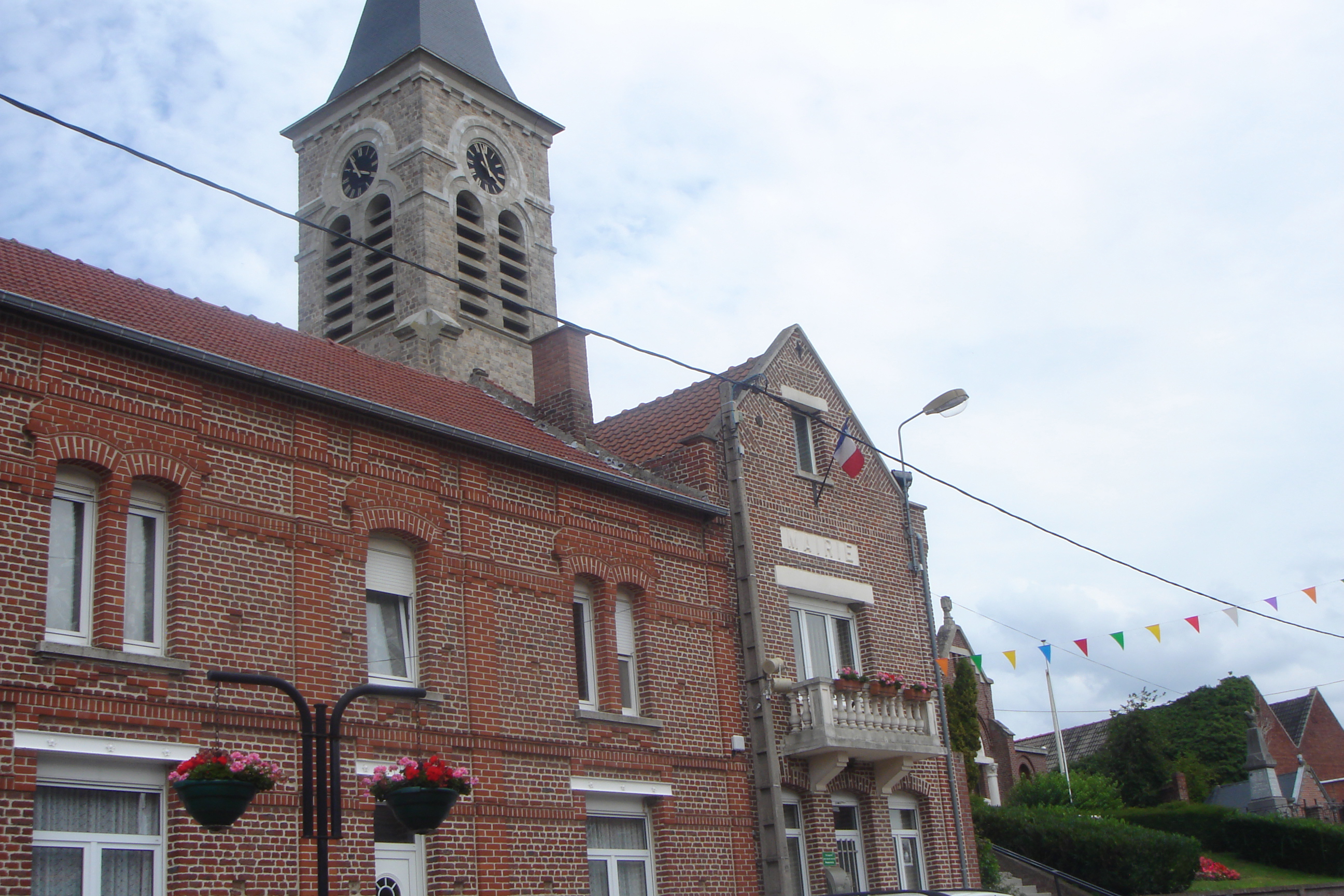
La mairie
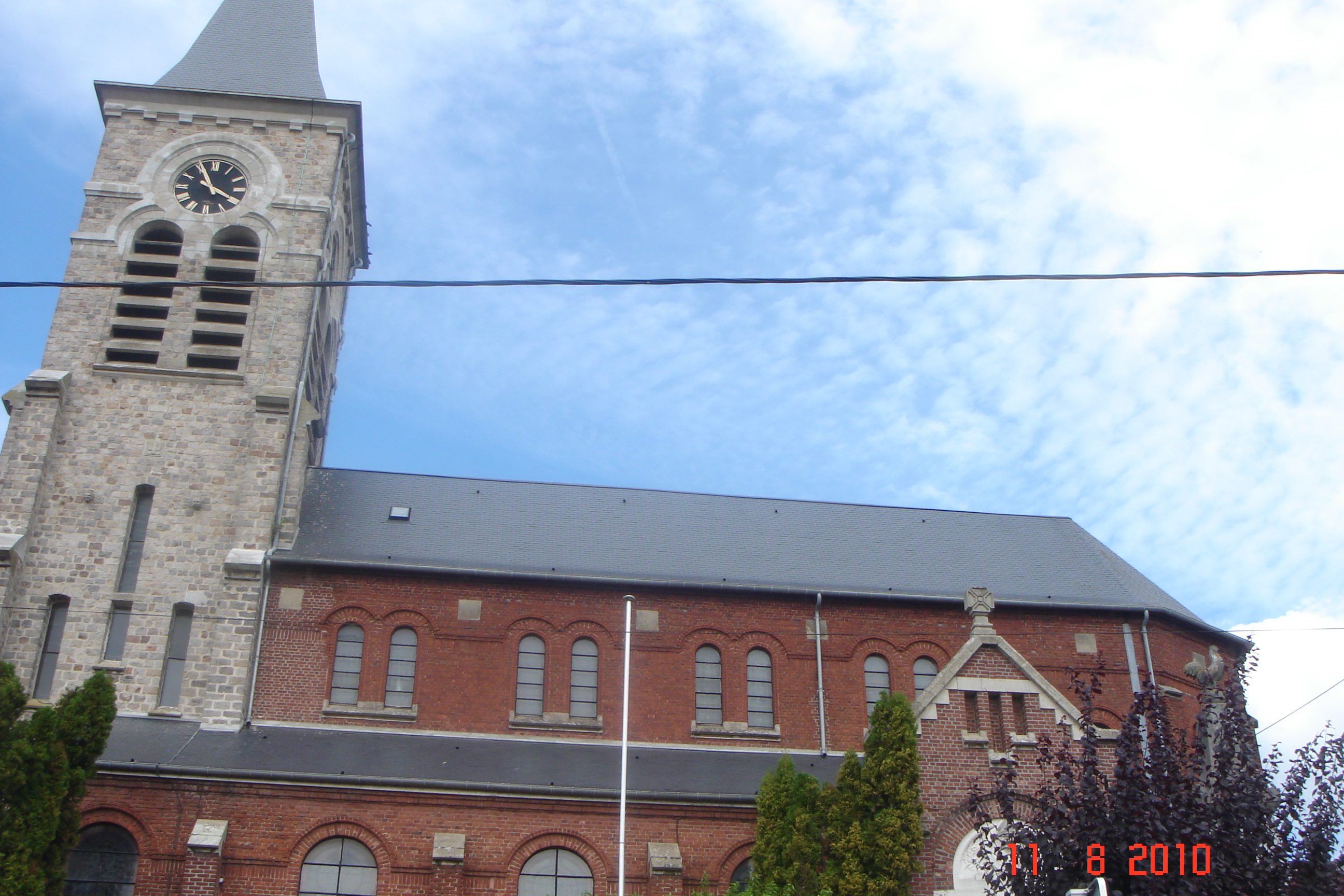
L'église

## Pour approfondir